# Denise Restout
Denise Thérèse Restout (24 novembre 1915 – 9 mars 2004) est une claveciniste, interprète de musique baroque allemande et française. Elle fut l'assistante de Wanda Landowska,.

## Biographie
Née à Paris dans le 18e arrondissement de Fernand Restout, dessinateur et Juliette François, institutrice, elle grandit à Saint-Leu, dans une famille musicienne.
Elle étudie le dessin, l’histoire de l’art et la peinture mais aussi la musique, le piano et le clavecin au Conservatoire national de musique d’où elle sort diplômée en 1930.
Au Conservatoire de Paris, elle est l'élève de Lazare Lévy. En 1933, elle rencontre Wanda Landowska, prend des cours de clavecin avec elle et débute l'orgue avec Joseph Bonnet. Elle participe aux master classes de la claveciniste.
Elle devient l'assistante de Landowska en 1935, et la suit aux États-Unis en 1940 lorsque celle-ci doit fuir la France. Au décès de Landowska en 1959, Denise Restout hérite de sa propriété et de ses archives. Elle continue d'enseigner au Centre Landowska situé à Lakeville (Connecticut) et publie en 1964 une compilation des écrits de Landowska. Restout est membre de la société française de musicologie
Les archives de Wanda Landowska et Denise Restout sont consultables à la Bibliothèque du Congrès. 